# Marcos Osatinsky
Marcos Osatinsky, né le 6 octobre 1933 à San Miguel de Tucuman, et mort le 21 août 1975 à Córdoba est un guérillero argentin surnommé « El pelado » (le chauve). D'abord militant communiste, il est un des fondateurs des Forces Armées Révolutionnaires (FAR) et devient un des dirigeants du groupement Montoneros. Il est assassiné le 21 août 1975.

## Biographie
Il nait à San Miguel de Tucuman le 6 octobre 1933,.

### Début dans le Parti Communiste
Il entame son activité politique dans la Fédération des jeunes Communistes et il s'élève à des positions dirigeantes dans le Parti Communiste de sa province natale. Au début de la décennie 1960 il voyage à Moscou et lorsqu'en 1966 une crise survient au PCA il quitte ce dernier avec un groupe de jeunes. Ils sont influencés par la Révolution Chinoise, la Révolution cubaine et la résistance vietnamienne et adoptent l'idée de la lutte armée comme stratégie révolutionnaire.

### Passage par l'Armée de Libération Nationale et intégration aux FAR
Osatinsky rejoint avec Sara Solarz, sa femme, le groupe Armée de Libération Nationale (ELN, aussi appelé Elena) qui sous l'orientation de Carlos Olmedo (es) et Roberto Quieto (es) se prépare pour soutenir la guérilla de Che Guevara en Bolivie. Il reçoit à Cuba une instruction militaire complémentaire de celle qu'il a acquis par ses lectures, par exemple le manuel de combat Rébellion en terre sainte du leader sioniste Menahem Beguin. Lorsque le Che est assassiné en 1967, l'Elena remet en question son fonctionnement et ses objectifs et envisage d'entreprendre la lutte armée en Argentine. Divers militantsde l'Elena intègrent les groupes qui ensuite prendront le nom de Forces Armées Révolutionnaires. Osatinsky participe au Cordobazo en intégrant la colonne numéro 2 formée par les FAR, où se trouve Roberto Quieto.
Ces groupes incendient à Buenos Aires le 26 juin 1969 treize supermarchés Minimax, appartenant supposément à Nelson Rockefeller, qui se trouve alors en visite dans cette ville, si bien que la responsabilité est seulement reconnue par les FAR après leur apparition publique le 30 juillet 1970.
Les FAR ont fait leur apparition publique le 30 juillet 1970 à 13 heures, lorsqu'ils prennent d'assault la ville de Garín (es) dans la zone nord du Grand Buenos Aires. Osatinsky participe avec Carlos Olmedo et Roberto Quieto à la planification et l'exécution de l'attaque, qui permet à l'organisation de voler des armes et de l'argent. L'opération « Gabriela » inclut l'assaut de la succursale du Banco Provincia, du bureau de ENTEL, de la gare ferroviaire et du poste de police. 50 guérilleros participent à l'opération qui dure 50 minutes. Certaines sources indiquent le nombre de 36 guérilleros (12 femmes et 24 hommes). Ils s'enfuit dans cinq camionnettes et trois voitures volées. Un policier a été assassiné pendant l'opération.
Le 29 décembre 1970 il est arrêté par la police, blessé puis emprisonné avec Carlos Heriberto Astudillo (es), Alberto Miguel Camps (es) et Alfredo Elías Kohan (es) alors qu’ils tentent de dévaliser une banque cordobaine. Après plusieurs mois il est transféré à la prison de la ville de Rawson, province de Chubut, où il rejoint un groupe planifiant une évasion.

### Évasion de la prison de Rawson

Logo des Montoneros.

À 18h30, le 15 août 1972, a lieu tentative d'évasions massives de la Pénal de Rawson (es), dans la ville capitale homonyme de Chubut, province de la Patagonie argentine. Pendant l'évasion, Marcos Osatinsky assassine le gardien de prison Juan Gregorio Valenzuela, qui a résisté. Sur plus d'une centaine de prisonniers membres d'organisations armées Ejército Revolucionario del Pueblo (ERP), FAR et Montoneros, seul un groupe de six personnes et un autre groupe de dix-neuf personnes réussisent à s'enfuir.

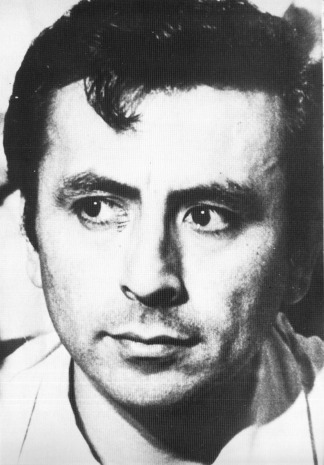

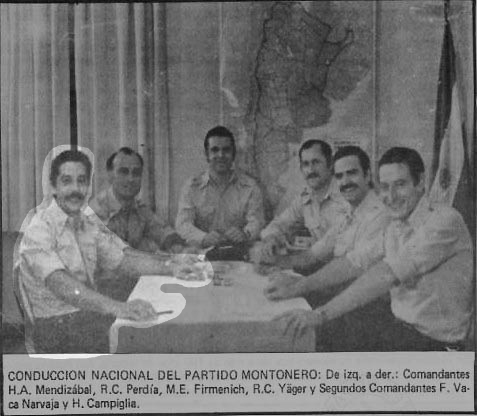
Les chefs de Montoneros, avec et.

Le chef de l'opération est Mario Roberto Santucho (es), du Parti Révolutionnaire des Travailleurs (es), bien que quelques témoignages, notamment celui de Fernando Vaca Narvaja (en), de Montoneros, seul survivant de deux groupes d'évadés, affirment que Marcos Osatinsky (des FAR) avait commencé à planifier l'évasion avant que Santucho n'arrive à la prison. Le plan était de réaliser une évasion massive de guérilleros de la prison de Rawson, imitant l'opération que les Tupamaros avaient réussie le 6 septembre 1971 dans la prison de Montevideo de Punta Carretas (aujourd'hui convertie en centre commercial), et qui a eu une grande répercussion en Uruguay.
Osatinsky et Santucho, avec Fernando Vaca Narvaja, Roberto Quieto, Enrique Gorriarán Merlo (es) et Domingo Menna (en) intègrent le dénommé Comité d'évasion. Ce sont les seuls qui ont pu s'enfuir  dans une Ford Falcon argentine (es) qui les attendait, et les a conduits à l'aéroport de Trelew (dont la piste est utilisée aujourd'hui par l'Aeroclub de Trelew (es), et dont le terminal est un centre culturel pour la mémoire). Ils montent à bord d'un aéronef commercial BAC 1-11 de l'entreprise Austral, préalablement détourné par un commando guérillero de soutien, dont les membres — parmi lesquels se trouvent Víctor Fernández Palmeiro (es) (le « Galicien », de l'ERP) et Anita Weissen membre des FAR— voyagent en tant que passagers,,.

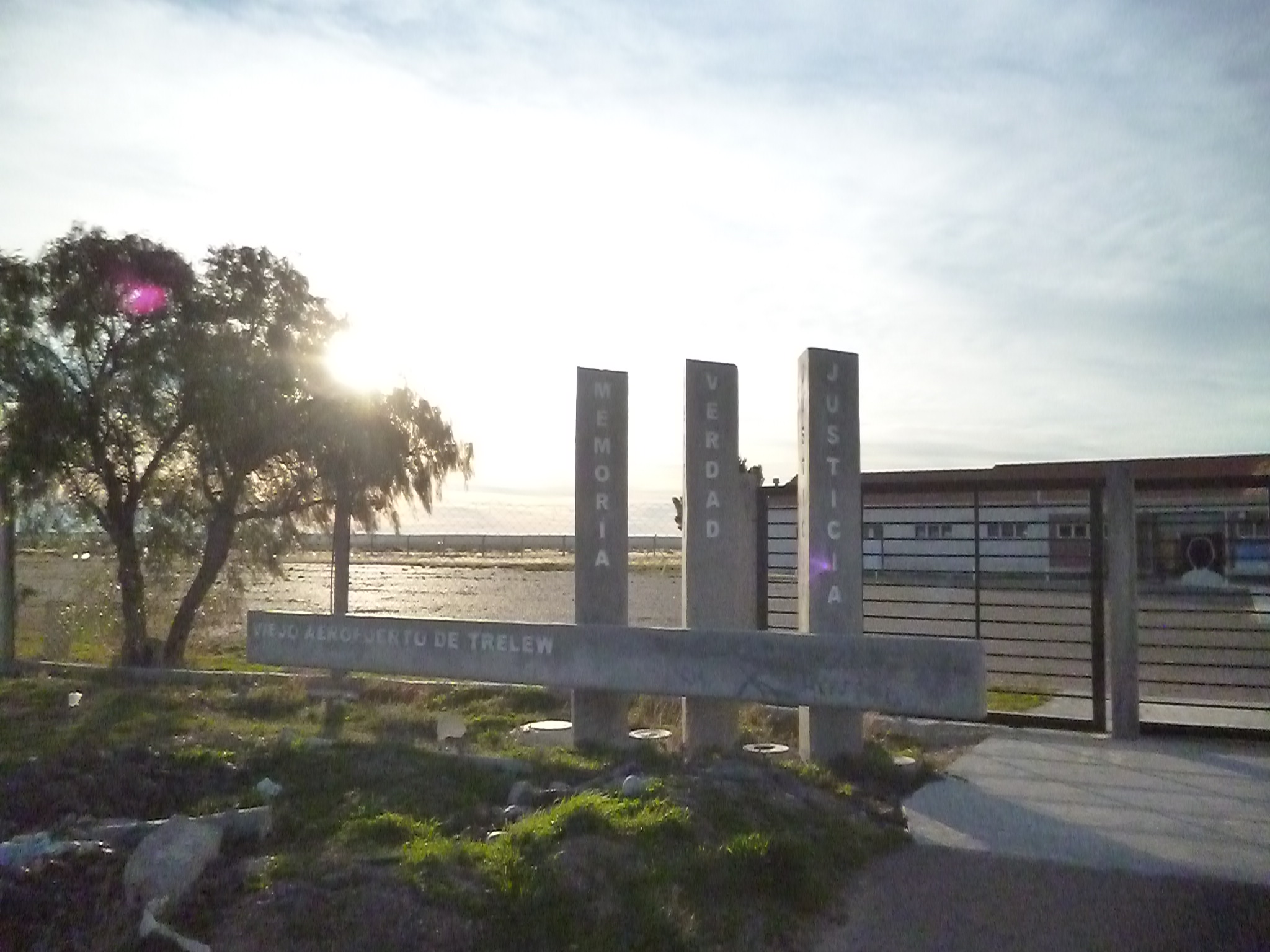
Aéroport de Trelew ou un mémorial est établi pour les victimes du massacre.

L'aéronef effectue le vol 811, qui décolle de l'Aéroport Général Mosconi de Comodoro Rivadavia, avec une escale à Trelew et Bahía Blanca, à destination de l'aéroport Jorge Newbery de Buenos Aires. L'avion transporte un total de 96 personnes, entre passagers et membres de l'équipage. Une fois dans l'avion, les pirates  de l'air demandent aux pilotes se rester sur le tarmac. A ce moment là, le comité d'évasion monte dans l'avion et ils attendent le reste des évadés jusqu'à ce que, vue le risque de l'arrivée des forces de la marine et de l'armée, ils décollent vers le pays voisin, le Chili, alors gouverné par le socialiste Salvador Allende. L'avion atterrit d'abord à Puerto Montt puis à Santiago, où les guérilleros demandent l'asile politique.
Selon le témoignage de José Luis Nell, Osatinsky serait responsable de l'assassinat du syndicaliste péroniste José Ignacio Rucci le 25 septembre 1973. Il voulait empêcher une alliance entre ce syndicaliste et José López Rega de l'Alliance anticommuniste argentine (ou Triple À).

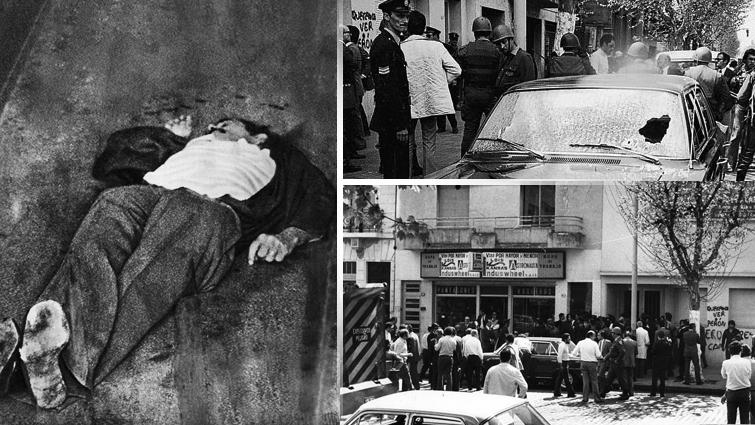
Assassinat de José Ignacio Rucci.

Osatinsky est arrêté à Córdoba le 7 août 1975 avec Horacio Mendizábal (es) et d'autres militants dans une opération de police réalisée dans le Q.G. des Montoneros à Córdoba, rues Maestro Vidal et Santa Ana. Les policiers trouvent une importante quantité de documents. La direction de l'organisation attribue cette capture à une information de Fernando Haymal et assassine ce dernier après un « jugement révolutionnaire » pour délation et trahison. D'autres sources proches à l'organisation mettent en cause des failles dans la sécurité. À ce moment María Estela Martínez de Perón est présidente, la province de Cordoue est sous la direction du brigadier Raúl Lacabanne (es) et Luis Choux était le chef de police; ils réalisaient des opérations qui, vus avec du recul, ressemblent au mode opératoire des groupes armés de la future dictature.
Pendant qu'il est emprisonné dans le Département de Police de Córdoba, Osatinsky fait semblant d'être le chef de Montoneros dans la province, pour éviter que la police ne s'intéresse à Horace Mendizábal, véritable chef du mouvement. Il négocie avec ses ravisseurs l'arrêt des tortures sur ses collègues en échange de la suspension des opérations militaires durant un mois. Il sait alors que pour l'anniversaire du Massacre de Trelew, il y aurait des actions de guérilla et il demande à ses avocats d'obtenir son transfert de la Préfecture car il pensait qu'il allait être tué.
Pendant ce temps, des membres de l'Armée révolutionnaire du peuple tentent en vain d'attaquer le siège policier, et en représailles les détenus sont déplacés à la Prison d'Encausados, sauf Osatinsky qui est torturé et assassiné par le capitaine de l'Armée Héctor Pedro Vergez (es), un des fondateurs de l'organisation paramilitaire Triple À, le 21 août 1975. Avant de l'assassiner la police l'attaché avec une chaîne au para-choc à l'arrière d'une automobile et le traîne sur la route. Le corps est livré à la famille, mais durant le déplacement du cercueil, des paramilitaires le séquestre, et l'apporte au lieu-dit Barranca Yaco où ils le dynamitent.